# Broussaud
Broussaud (officiellement Broussaud Textiles) est une entreprise française du secteur de l'industrie textile en bonneterie, basée dans la commune des Cars, dans le département de la Haute-Vienne. Fondée en 1938, il s'agit d'une entreprise familiale, restée dans le giron de la famille Broussaud depuis sa création. Elle est spécialisée dans la confection de chaussettes, sous son propre nom ou pour d'autres enseignes, et doit une partie de sa notoriété à sa production réalisée en France.

## Histoire
L'entreprise est fondée en 1938 par Adrienne et Henry Broussaud au village des Cars, au sud-ouest de Limoges. Elle est initialement spécialisée dans la fabrication des chaussettes. Après avoir fait venir des tricoteuses du nord de la France au début des années 1950, l'entreprise emploie plus de 230 personnes en 1960. En 1970, la production annuelle est de dix millions de chaussettes.
Les enfants Brigitte et Gérard Broussaud reprennent l'affaire en 1983. Une troisième génération (Aymeric et Alexandra Broussaud) prend la suite en 2006 ; la société repart après un placement en liquidation judiciaire, sauvée par l'injection de fonds d'un philanthrope. En 2018, l'entreprise réalise 65 % de ses activités dans la fabrication des chaussettes et 35 % avec le négoce de sous-vêtements.
La société bénéficie du label Entreprise du patrimoine vivant et de la marque Origine France Garantie. En 2022, l'entreprise emploie 66 salariés et produit annuellement 1,3 million de paires de chaussettes.

## Production

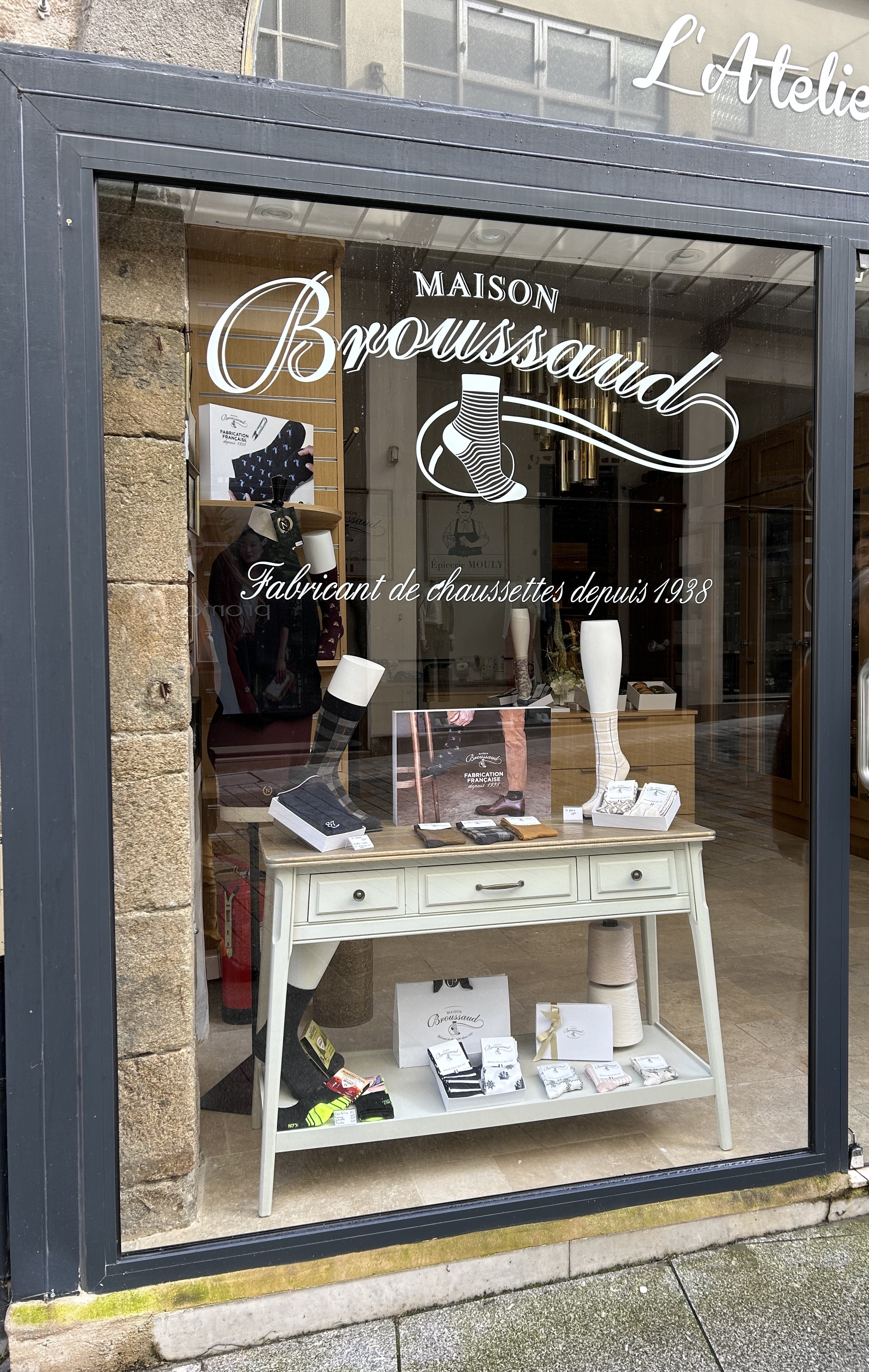
Devanture d'un magasin de Limoges vendant des chaussettes de la société Broussaud.

La production comprend les chaussettes pour bébé, enfant, homme et femme, modèles ville, sport, travail ou cocooning. Les filateurs et teinturiers avec lesquels Broussaud travaille sont établis en France, Italie, Allemagne ou Portugal.
Les chaussettes réalisées aux Cars sont directement vendues sous la marque Broussaud, ou sont vendues à des clients qui les commercialisent. Parmi ces sociétés, figurent Le Slip français, A l'aise Breizh, la styliste Stella McCartney ou la marque Mosaert développée par l'artiste belge Stromae,,.